# Ca n'Eloi (Casserres)
Ca n'Eloi (en algunes fonts escrit ca n'Aloy) és una masia del municipi de Casserres (Berguedà), a l'oest del terme municipal, a tocar amb el de l'Espunyola, inclosa en l'Inventari del Patrimoni Arquitectònic de Catalunya.

## Descripció
Masia d'estructura clàssica de grans dimensions, constituït per un volum original principal de planta quadrangular encara visible, de planta baixa, dos pisos i sota cobert. La coberta és de de dues aigües amb teula àrab i el carener perpendicular a la façana, orientada a migdia; disposa d'un ràfec de triple filera amb rajols i l'estructura interna, tant de l'original com de les ampliacions és amb bigues de fusta. Té tres crugies i està organitzada en planta baixa i tres pisos superiors. Els paraments són de maçoneria amb restes d'arrebossat i grans carreus cantoners. L'actual façana principal és un cos de galeries afegit a finals del segle xviii. Tant a planta baixa com al primer i segon pis hi havia galeria de tres arcades, la primera planta amb columnes amb motllura. Actualment la galeria de la segona planta està cegada a excepció d'un balcó obert a la del mig. Dues arcades de la planta baixa tenen portam de fusteria. A la façana de ponent hi ha l'actual entrada als pisos superiors a través d'una escala de pedra. Hi ha una sèrie de finestres amb llinda, ampits i brancals de pedra treballada i s'observen, en el cos de galeria afegit, una arcada a la planat baixa, cegada i una altra a la primera planta, cegada i amb un balcó amb barana de ferro.
A l'interior es conserva la distribució pròpia de la masia. La planta baixa s'utilitza d'estable per a vedells. A la primera planta, on s'accedeix per unes escales obertes a la façana de ponent, hi ha una llinda amb la data de 1660. Aquesta llinda obre pas a l'estança principal, menjador, sala de presentació i distribuïdor de la resta d'espais: habitacions i cuina que conserva la llar de foc i l'escó de fusta. Les finestres tenen festejadors. El barri, on hi ha l'era, queda clos per un mur amb una barriada d'entrada amb porta de ferro.

### Altres elements adjacents
La masia tenia forn de pa que no ha conservat la volta. A 300 metres de la casa hi ha una bassa de viver rebaixada a la roca de forma quadrangular (7m x 6 m) i unes tines. Durant la Guerra Civil Espanyola (1936-39) es van utilitzar de polvorí. Es tracta de tres cavitats excavades a la roca, d'origen medieval. Actualment una d'elles està colgada de terra i les altres plenes d'aigua i vegetació. La seva funció original era fer la fermentació del most després d'aixafar el raïm.

## Història
La referència més antiga coneguda pertany a un pergamí de l'Arxiu de la Corona d'Aragó, que data la masia l'any 998. La construcció visible actualment construïda en dues etapes força diferenciades. El cos bàsic de la casa és del segle xvii, de fet podem llegir en algunes llindes la data de 1660. En aquesta fase a la façana principal, també orientada a migdia, hi hauria la porta d'accés adovellada amb arc de mig punt. L'ampliació, en canvi, és ja de finals del segle xviii, seguint l'esquema de moltes masies de Casserres; per la banda de migdia, s'hi afegí un cos de galeries que taparien l'antiga façana original i la seva porta d'entrada. Potser en un moment posterior es va obrir l'entrada a la façana de ponent.
Els actuals propietaris ho són des de l'any 1916 que la van comprar als Eloi, nom que s'ha conservat.